# Eindmorene

De Salpausselkä-eindmorenes in Zuid-Finland.

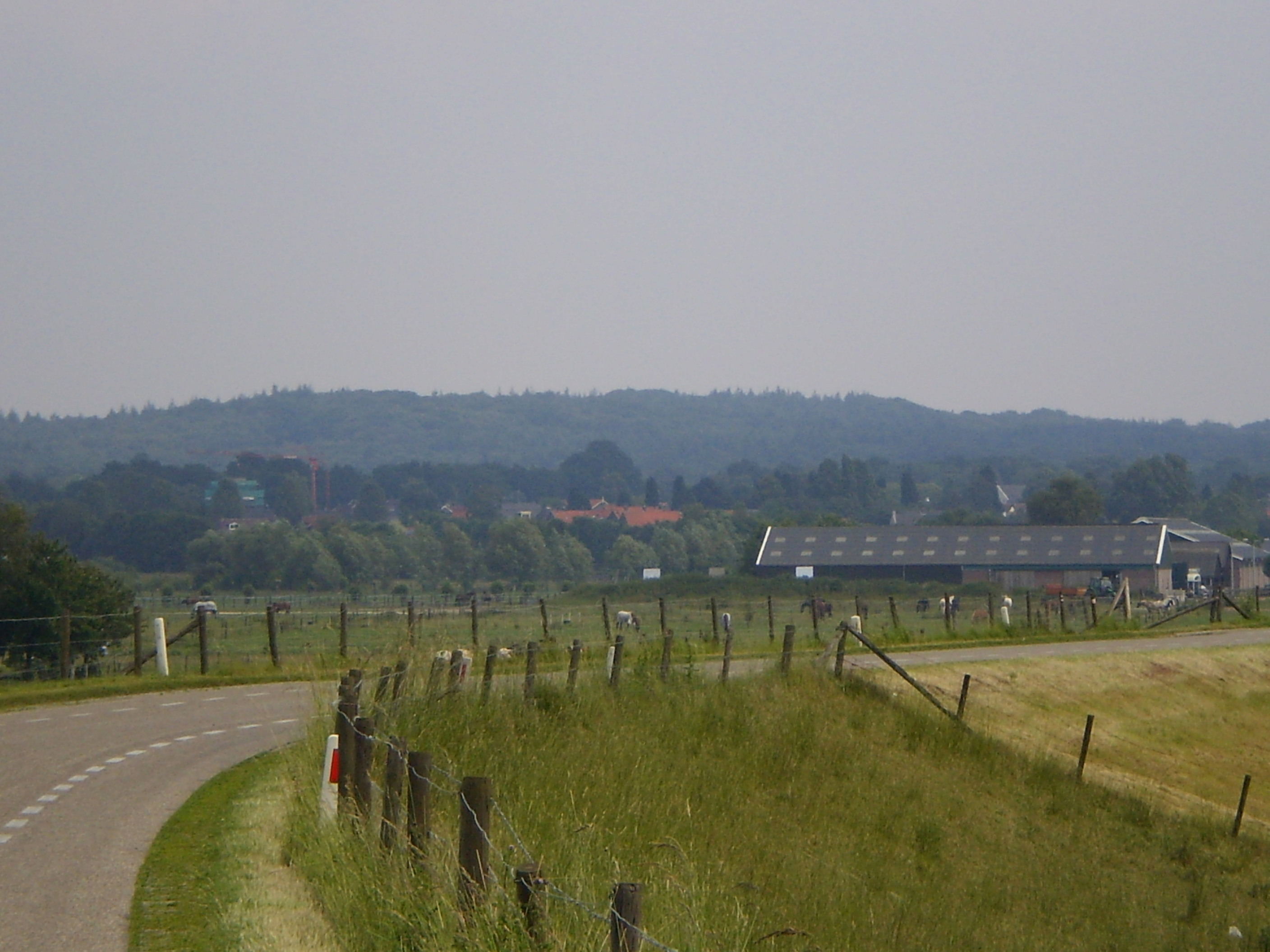
De eindmorene van de Utrechtse Heuvelrug doemt op achter Amerongen.

Een eindmorene is een wal van puin aan de onderste rand, het eind,  van een gletsjer. Ze markeert de maximale uitloop van de gletsjer.
Eindmorenes zijn een van de meest prominente soorten morenes in het noordpoolgebied. Een zeer bekende eindmorene is de Giant's Wall in Noorwegen, die volgens de legende werd gebouwd door reuzen om indringers uit hun rijk te houden. Tegenwoordig is bekend dat de eindmorenes worden gevormd aan de rand van de grootste uitbreiding van de gletsjer. Op dit punt is het puin, dat verzameld is door het trekken en schuren, naar voren geduwd en is door de voorste rand van het ijs niet verder verplaatst, maar wordt in plaats daarvan gedumpt op een hoop. Omdat een gletsjer erg veel lijkt op een transportband, zal hoe langer de gletsjer op een plek blijft, des te groter de hoeveelheid van het materiaal zijn dat er wordt neergelegd. De stuwwal wordt achtergelaten als het markeerpunt van het uiteinde van het ijs.
In Noord-Amerika, de Outer Lands is een naam die wordt gegeven aan de eindmorene-archipel in de noordoostelijke Verenigde Staten (Cape Cod, Martha's Vineyard, Nantucket, Block Island en Long Island). Andere prominente voorbeelden van eindmorenes zijn de Tinley Moraine en de Valparaiso Moraine, misschien wel de beste voorbeelden van eindmorenes in Noord-Amerika. Deze morenen zijn het duidelijkst zichtbaar ten zuidwesten van Chicago.
In Europa bestaat in Centraal-Nederland vrijwel al het terrein uit een uitgebreide eindmorene. In Zwitserland kunnen alpine-eindmorenes gevonden worden, met als opvallendste voorbeeld de morene aan het eind van het dal van de gletsjer Forno in het zuidoostelijke kanton Graubünden in de buurt van Sankt Moritz en de Italiaanse grens.